# 한월어
한월어(베트남어: từ Hán-Việt / 詞漢越 사한월)는 베트남어에 들어온 한자를 포함한 한어(중국어)계 어휘를 말한다. 베트남어로는 뜨 한비엣이라고 한다. 한월어는 한국어의 한자어에 해당한다. 한월어는 베트남어 전체 어휘의 약 60%를 차지하는 것으로 알려져 있다. 한월어는 전통적으로 베트남어로 “한뜨”, 또는 “쯔뇨”라고 부르던 한자로 쓰였으나, 베트남어의 로마자 표기법인 꾸옥응으가 도입되면서 현대 베트남어 표기에서는 문자상으로 구별하지 않는다.

## 역사
초기 베트남 역사에서의 중국 지배와 지속적인 중국 문화의 영향으로, 한국이나 일본과 마찬가지로 '정치, 교육, 과학, 학문' 등 제반 분야에서 한자어가 쓰였다. 물론, 중국으로부터 수입된 한자어는 점차 베트남식으로 읽히면서, 베트남어의 일부로 흡수되었다.

## 고한월어
한편, 당나라 때 한월어 들어오기 이전에 안남에 유입된 한자음을 고한월음(古漢越音)이라 하여 구분하는데, bay(날다)가 그 예로, 이는 날 비(飛)자의 옛소리가 변화한 것인데, 飛의 현대독음인 fei와 구별된다. 한국어의 붓(←필筆)이나 먹(←묵墨) 등과 비견할 만하다.

## 타 언어 한자어와의 차이
한국 한자어에 원래 중국어에 없는 낱말이나 표현이 있는 것처럼 한월어에도 베트남에서만 쓰는 낱말이 있다. 이를테면, 기독교의 목사를 린묵(베트남어: linh mục / 靈牧 영목)이라 하는데, 이는 중국어에는 없는 표현이다. 또한 다른 한자 문화권에서 이론(理論)의 뜻에 해당하는 말을 리튀엇(베트남어: lý thuyết / 理說 이설)이라 하는데, 이는 고대 중국어에 있던 단어를 theory의 번역어로 쓰는 것이다. 미국의 공식 명칭은 화끼(베트남어: Hoa Kỳ / 花旗 화기)라고 하는데, 이는 중국어에서는 미국의 국기를 가리키는 말이다. 이 밖에 명왕성은 그리스 신화에서 유래된 冥王星이 아닌 불교, 도교 설화에서 유래된 염라 대왕에서 따온 염왕성(閻王星)이란 표현을 쓴다.
단어가 같지만 뜻이 전혀 다르거나 어휘의 의미가 새롭게 바뀐 경우가 있다. 베트남어의 監督(감독)은 한국어로 회사나 기업을 대표하는 사람인 사장(社長)에 해당한다. 또한, 生員(생원)이란 말은 옛날에는 과거시험을 준비하는 수험생을 뜻하는 말이었는데, 지금은 대학생(大學生)의 뜻으로 쓰이고 있다.
일본제 한자어들은 중국과 베트남에도 도입되었기 때문에 중국어나 베트남어와도 공통되어 있다. 그러나 중국이나 베트남에서 별도로 어휘를 만들거나, 중국에서 어휘들이 이미 존재하던 경우는 일본제 한자어가 경쟁에서 밀려 도태되었기 때문에 한국어와 일본어 사이에서만 공통되며 중국어나 베트남어에는 다른 어휘가 되어 있다. 전반적으로 서구 유래의 개념 어휘-추상 어휘들은 공통적인 반면, 구체적인 사물들에 대해서는 다른 이름이 많다.
| 한국어, 일본어        | 중국어                                   | 베트남어                                                           |
| --------------------- | ---------------------------------------- | ------------------------------------------------------------------ |
| 비행기(飛行機 hikōki) | 중국어 정체자: 飛機 비기, 병음: fēijī    | 베트남어: Máy bay / 𣛠𩙻 (고유어) 베트남어: phi cơ / 飛機 비기     |
| 기차(汽車 kisha)      | 중국어 정체자: 火車 화차, 병음: huǒchē   | 베트남어: Tàu hỏa / 艚火 조화                                      |
| 야구(野球 yakyū)      | 중국어 정체자: 棒球봉구, 병음: bàngqiú   | 베트남어: Bóng chày / 𣈖持 (고유어) 베트남어: Banh chày/棒球봉지   |
| 회사(會社 kaisha)     | 중국어: 公司 공사, 병음: gōngsī          | 베트남어: Công ty / 公司 공사                                      |
| 사진(寫眞 shashin)    | 중국어: 照片 조편, 병음: zhàopiàn        | 베트남어: Nhiếp ảnh / 攝影 섭영                                    |
| 영화(映畵 eiga)       | 중국어 정체자: 電影 전영, 병음: diànyǐng | 베트남어: Điện ảnh / 電影 전영                                     |
| 공항(空港 kūkō)       | 중국어 정체자: 機場 기장, 병음: jīchǎng  | 베트남어: Sân bay / 𡓏𩙻 (고유어) 베트남어: phi trường / 飛場 비장 |
| 역(驛 eki)            | 중국어: 站 참, 병음: zhàn                | ga(← 프랑스어 gare)                                                |

## 나라  표기
| 나라 이름      | 베트남어 표기        | 음역        |
| -------------- | -------------------- | ----------- |
| 인도           | Ấn Độ / 印度         | 언도        |
| 이집트         | Ai Cập / 埃及        | 아이껍      |
| 폴란드         | Ba Lan / 波蘭        | 발란        |
| 오스트리아     | Áo / 奧              | 아오        |
| 벨기에         | Bỉ / 比              | 비          |
| 포르투갈       | Bồ Đào Nha / 葡萄牙  | 보다오냐    |
| 덴마크         | Đan Mạch / 丹麥      | 단마잊      |
| 독일           | Đức / 德             | 득          |
| 네덜란드       | Hà Lan / 荷蘭        | 할란        |
| 그리스         | Hy Lạp / 希臘        | 힐랍        |
| 라오스         | Lào / 牢             | 라오        |
| 노르웨이       | Na Uy / 挪威         | 나우이      |
| 러시아         | Nga / 俄             | 응아        |
| 핀란드         | Phần Lan / 芬蘭      | 펀란        |
| 스페인         | Tây Ban Nha / 西班牙 | 떠이반냐    |
| 터키           | Thổ Nhĩ Kỳ / 土耳其  | 토니끼      |
| 스웨덴         | Thụy Điển / 瑞典     | 튀디언/서전 |
| 스위스         | Thụy Sĩ / 瑞士       | 튀시/서사   |
| 오스트레일리아 | Úc / 澳              | 욱          |
| 이탈리아       | Ý / 意               | 이          |

## 한월어의 쓰임
현대 베트남에서는 필기할 때에 한자를 전혀 섞어쓰지 않고, 따로 한자 교육도 하지 않기 때문에, 한월어 사용은 감소 추세이다.
한국어나 일본어의 한자어와 같이 동음이의어 문제가 있으나, 베트남어는 중국어와 마찬가지로 성조가 있기에, 표기할 때 이들 성조부호를 모두 나타내어 글로 쓸 때 구별이 되며, 한월어는 주로 학문 용어에 많이 쓰이게 때문에, 동음이의어 문제는 심각하지는 않다.
베트남 인명은 거의 한월어로 이루어져 있다.

## 통사
베트남어는 형용사가 명사를 꾸며줄 때, 명사 뒤에 놓이기 때문에, 명사 앞에 놓이는 한자어와 어순이 다르다. 이 때문에 베트남어: bạch mã / 白馬 백마는 베트남어: ngựa trắng ❲'말 흰'❳과 같이 나타낸다.

## 같이 보기
- 쯔놈
- 베트남어
- 베트남어의 한자
- 일본제 한자어
- 한국어의 한자어
- 고한월어